# أحداث اقتحام قيادة المنطقة العسكرية الثانية في اليمن
أقتحم مجموعة من المسلحين التابعين لتنظيم القاعدة مقر قيادة المنطقة العسكرية الثانية في صباح يوم الاثنين 30 سبتمبر 2013، متنكرين بلباس عسكري  وتتقدمهم سيارة ملغومة بالمتفجرات وقتل في العملية حوالي 12 جندياً، وسيطر المسلحين على المقر لثلاثة أيام  الذي وصفة بيان للتنظيم بأن هذا المكان قد أوكل إليه مهام محاربة الإرهاب في اليمن وأعمال القرصنة،  وأستعادت مجموعة من جنود قوة مكافحة الإرهاب السيطرة على المقر مساء الأربعاء 2 أكتوبر ، بعد قصف وتدمير الطابق الثالث من مبنى مقر قيادة المنطقة العسكرية ومقتل كافة المسلحين من عناصر القاعدة الذين استولوا على المقر وأدى القصف لمقتل جميع من فيه بمن فيهم الرهائن من الجنود والضباط ، وقام رئيس هيئة أركان الجيش اللواء أحمد الأشول بتكريم من شاركوا في عملية استعادة المقر ومنحهم ترقيات .